# Federación Mexicana de Taekwondo
(F.M.T.K.D.)
La Federación Mexicana de Taekwondo es el máximo órgano representante en México de la Federación Mundial de Taekwondo, conocida actualmente simplemente como Taekwondo mundial. A nivel nacional, es el máximo órgano regulatorio de la práctica y difusión en el país de este Deporte Marcial. 
Inició sus actividades deportivas en el año 1970, y quedó debidamente constituida el 30 de abril de 1976, con el objeto de organizar la representación mexicana en eventos internacionales, ya que no existía ningún organismo que ostentara esa representación.

## Antecedentes
En México se da el inicio la práctica del Taekwondo a principios de los años setentas y crece cómo una actividad monopólica, con muy buenos resultados en sus participaciones internacionales. Este periodo culmina con el Subcampeonato Mundial conseguido en 1979.Aunque no ha sido corroborada.
Seguido de éste lustro, se inició una sensible disminución en los logros internacionales debido a la separación del monopolio que manejaba el Taekwondo y a una baja de nivel en los procesos técnicos con respecto al resto del mundo, así poco se pudo lograr desde 1979 hasta los 90’s.
Dentro de lo más destacable del Taekwondo, en este período se encuentran las 4 medallas de bronce ganadas en Seúl 1988 y el Campeonato de Juegos Centroamericanos obtenido en 1990.
Actualmente, la Federación Mexicana de Taekwondo A.C. está integrada con un total de 32 Asociaciones Estatales, UNAM, IPN así como grupos y escuelas.
Para reforzar este trabajo de representatividad y normatividad, se instituyó un Registro Nacional de Instituciones, Grados y Profesores, con la finalidad de consolidar un desarrollo objetivo del Taekwondo en el país.

## Taekwondoines reconocidos
- Rubén Palafox
- William de Jesus
- Victor Estrada
- Mónica del Real Jaime Ricardo del Real Jaime
- Oscar Salazar Blanco
- Iridia Salazar Blanco
- Maria del Rosario Espinoza
- Jannet Alegría
- Idulio Islas Gómez
- Guillermo Pérez
- Arturo Plata Rangel
- Carlos Navarro

## Patrocinios
- Adidas
- Asiana
- Korea Sport
- Mooto
- Daedo
- Mundo Taekwondo